# Pedro Fernández del Campo y Salvatierra
Pedro Cayetano Fernández del Campo y Salvatierra, II marqués de Mejorada del Campo y de la Breña (Madrid, 22 de abril de 1656 - Madrid, 16 de mayo de 1721) fue un hombre de estado castellano partidario del absolutismo, ocupó la secretaría del Despacho Universal durante los primeros años del reinado de Felipe V.

## Biografía
Hijo de Pedro Fernández del Campo y Angulo, I marqués de Mejorada (también secretario de Estado y del Despacho Universal) y de María Fernández de Angulo y Velasco. Se casó con Mariana de Alvarado Bracamonte, marquesa de la Breña y tuvieron dos hijas.
Siguió la carrera administrativa, siendo nombrado embajador extraordinario en la corte de Viena por el nacimiento de la hija del emperador Leopoldo, secretario de cámara del Patronato Regio (1688) y fue ascendido hasta ocupar una de las secretarías de la cámara de Castilla. En febrero de 1705 fue destituido el secretario del Despacho Universal, Antonio de Ubilla, y se le nombró para la plaza. Ocupó la secretaría con plenas facultades hasta el 11 de julio de 1705, cuando a instancias de Michel-Jean Amelot y Jean Orry se encargó a José de Grimaldo de ocupar la recién creada secretaría de Guerra y Hacienda, competencias que le fueron quitadas a Pedro Cayetano Fernández, restando bajo su responsabilidad «todo lo demás» (básicamente temas de política e iglesia). En 1714 fue relevado de sus funciones y se le asignó la plaza de consejero en el Consejo de Estado. 